# Dorno
Dorno är en ort och kommun i provinsen Pavia i regionen Lombardiet i Italien. Kommunen hade 4 632 invånare (2018).